# Lingadalli, Ranibennur
Lingadalli là một làng thuộc tehsil Ranibennur, huyện Haveri, bang Karnataka, Ấn Độ.